# Palacios del Arzobispo
Palacios del Arzobispo település Spanyolországban, Salamanca tartományban. Palacios del Arzobispo Zamayón, San Pelayo de Guareña, Añover de Tormes, Moraleja de Sayago, Alfaraz de Sayago, Santiz és Valdelosa községekkel határos. Lakosainak száma 151 fő (2024).

## Népesség
A település népessége az elmúlt években az alábbi módon változott:
| Lakosok száma | 225  | 200  | 191  | 193  | 178  | 164  | 161  | 165  | 159  | 151  |
|               | 2001 | 2004 | 2007 | 2009 | 2012 | 2014 | 2017 | 2019 | 2022 | 2024 |